# Сумасшедший дом (фильм)
«Сумасшедший дом» (англ. Madhouse) — американский художественный фильм 1990 года, снятый режиссёром Томом Ропелевски. Премьера фильма состоялась 16 февраля 1990 года в США. В США фильм собрал 21 036 771 долларов.

## Сюжет
Марк и Джесси Бэннистер — счастливая семейная пара. Они недавно переехали в новый дом, расположенный на калифорнийском побережье, этот дом им очень нравится. У каждого из супругов есть и хорошая работа: Марк — брокер, а Джесси — журналистка.
К ним в гости приезжают их родственники. Сперва приезжают кузен Марка Фред и его жена Бернис, чтобы провести в гостях некоторое время. Фред остался без работы, а Бернис ждёт ребёнка, она уже на шестом месяце беременности. В итоге Фред и Бернис хотят остаться до того времени, пока у Бернис не родится ребёнок. Затем приезжают родственники Джесси — её сестра Клаудия со своим сыном Джонатаном. Они тоже не прочь пожить в доме Марка и Джесси подольше.
«Незваный гость хуже татарина», так оно и есть — жизнь Марка и Джесси превращается в настоящий ад. В итоге из-за такого давления брокерские дела Марка могут пойти под откос и он может просадить свой счёт, а Джесси может потерять свою высокооплачиваемую работу на телевидении.

## В ролях
- Джон Ларрокетт — Марк Бэннистер
- Кёрсти Элли — Джесси Бэннистер
- Элисон Лаплака — Клаудия, сестра Джесси
- Джон Дил — Фред, кузен Марка
- Джессика Ланди — Бернис, жена Фреда
- Брэдли Грегг — Джонатан, сын Клаудии
- Деннис Миллер — Вес
- Роберт Гинти — Дэйл

## Дополнительная информация
- Художник: Дэн Лий
- Монтаж: Майкл Джэблоу
- Костюмы: Джим Лэпидус